# Ilse Weberová
Ilse Weberová rozená Herlingerová (11. ledna 1903 Vítkovice (Ostrava) – 6. října 1944 Auschwitz-Birkenau) byla židovská básnířka a spisovatelka knížek pro děti. Rovněž skládala písně a vyučovala hře na mandolínu. V koncentračním táboře Terezín pracovala jako dětská sestra. Dobrovolně nastoupila do transportu do Auschwitz-Birkenau, kde zahynula spolu se svým mladším synem Tomášem.

## Život
Narodila se v roce 1903 ve Vítkovicích jako Ilse Herlinger. Měla pět sourozenců. Z otcova prvního manželství sestry Hertu (nar. 1898) a Bettinu - "Mutzi" (nar. 1891) a bratra Erwina (nar. 1895). Dále měla vlastní bratry Ernsta (Arnošta, nar. 1900) a Oscara (Oskara, nar. 1907). Psala německy básně, pohádky a divadelní scénky pro děti. V roce 1930 se vdala za Williho Webera. Usadili se v Praze, kde spolupracovala s Československým rozhlasem.
Po okupaci Československa se manželům Weberovým podařilo odeslat jejich staršího syna Hanuše přes Velkou Británii do Švédska v rámci akce Refugee Children Movement, kterou v Praze organizoval Nicholas Winton. Hanuš pak žil u matky Ilsiny přítelkyně Lilian, Gertrudy von Löwenadler ve Švédsku.
Ilse, Willi a jejich mladší syn Tomáš nastoupili v únoru 1942 do koncentračního tábora Terezín. Přijeli transportem W dne 8. února 1942 . Zde Ilse pracovala jako sestra na dětské ošetřovně. Složila na 60 básní a písní . Její ukolébavka Wiegala a písně Ich wandre durch Theresienstadt (Procházím se Terezínem) nebo Und der Regen rinnt (A déšť padá) jsou svědectvím o této době.
V říjnu 1944 byl její manžel povolán do transportu En do Auschwitz-Birkenau dne 4. října 1944 . Ilse se svým synem Tomášem nastoupili dobrovolně do stejného transportu a zahynuli v den příjezdu v plynové komoře spolu s dalšími terezínskými dětmi. Před odjezdem do Osvětimi ukryl Ilsin manžel Willi rukopisy a notové záznamy své ženy v kůlně v Terezíně. Po válce se mu podařilo texty znovu najít a zachránit.
Díky shodě náhod se zachovaly dopisy Ilse Weberové z let 1933-1944, které psala své přítelkyni Lilian von Löwenadler, dceři švédského diplomata.
O několik let později, 15. dubna 2018, zpívala jedna z jejích pacientek z Terezína, Aviva Bar-On, bez písemné stopy a pouze z paměti, jednu z písní Ilse Weberové během koncertu v Jeruzalémě. Celá akce byla poctou obětem nacistických koncentračních táborů, kteří skládali hudbu.

## Dílo

### Spisy
- Ilse Herlinger: Märchen (Pohádky), Dr. R. Färber : Moravská Ostrava, 1928
- Ilse Herlinger: Die Geschichten um Mendel Rosenbusch. Erzählungen für jüdische Kinder, Dr. R. Färber : Moravská Ostrava, 1929,
  - nové vydání v angličtině: Mendel Rosenbusch, New York : Herodias, 2001, ISBN 978-1-928746-19-5
- Das Trittrollerwettrennen und andere Erzählungen (vydáno 1927-1930)
- In deinen Mauern wohnt das Leid, básně z koncentračního tábora Terezín, Gerlingen : Bleicher 1991, ISBN 978-3-88350-718-7

### Známé písně
- Ich wandre durch Theresienstadt (Procházím se Terezínem)
- Ade, Kamerad! (Sbohem příteli!)
- Und der Regen rinnt (A déšť padá)
- Wiegala (Ukolébavka)

### Nahrávky
- Anne Sofie von Otter a další interpreti: Terezín / Theresienstadt, Deutsche Grammophon, 2007
- KZ MUSIK - encyclopedia of music composed in concentracion camps 1933-1945, CD 2, 2008, ISBN 978-3-86735-469-1

## České překlady
- Nedokončené verše, vydáno kolem roku 2009.
- Kdy skončí naše utrpení: dopisy (1933-1944) a básně z Terezína, Praha: Academia 2012, přeložila Zlata Kufnerová.
- Dobrodinec Báruch: židovské pohádky, Praha: Verzone 2015, vybrala a přeložila Zlata Kufnerová.